# Geschichte der deutschen Nutzfahrzeugindustrie von 1990 bis heute
Die Nutzfahrzeugindustrie stellt einen volkswirtschaftlich bedeutenden Wirtschaftszweig dar. Dieser Artikel befasst sich mit ihrer Geschichte seit 1990. Da sich der Nutzfahrzeugmarkt in Deutschland seit etwa Mitte der 1970er-Jahre zunehmend internationalisierte, sind hier auch Einflüsse der ausländischen Nutzfahrzeugindustrie auf den deutschen Nutzfahrzeugsektor enthalten.
Die frühere Entwicklung ist in den Artikeln Geschichte der deutschen Nutzfahrzeugindustrie von 1895 bis 1945, Geschichte der westdeutschen Nutzfahrzeugindustrie von 1945 bis 1990 und Geschichte der ostdeutschen Nutzfahrzeugindustrie von 1945 bis 1990 dargestellt. 

## Nach der „Wende“ und der Öffnung Osteuropas
Durch die „Wende“ war zu Osteuropa eine Öffnung vollbracht worden, und die Wiedervereinigung Deutschlands begann. Die Sattelzug-Länge wurde generell auf 16,50 m bestimmt und dem Auflieger wurden 13,60 m zugestanden. Der technische Überwachungsverein Dekra und Daimler-Benz bauten einen ersten Euro-Truck I als Zukunfts-Lkw mit Steckkarten als Zünd- und Tür-Schlüssel, Airbag, ABS, elektronischer Fahrerüberwachung, Kameras anstelle von Spiegeln, Schiebetüren und aus- und einfahrbaren Stufen, Telefon, Fax, PC, Rückfahrüberwachung und ein Navigationssystem. Alle neuen Lkw über 12 Tonnen mussten großwinklige Anfahr-Spiegel bzw. Rampenspiegel auf der rechten Seite installieren. MAN baute seine ersten UXT-360-PS-Unterflur-Sattelzugmaschinen, mit einer Stückzahl von fünf Lkw.
1990 wurde bei Faun (Lauf an der Pegnitz) auch die verbliebene Zugmaschinen-Produktion der nunmehr zum japanischen Kranhersteller Tadano gehörenden Firma aufgegeben. Seitdem fertigt Faun Unterfahrzeuge für die Tadano-Kane, die unter dem Namen Tadano-Faun verkauft werden.

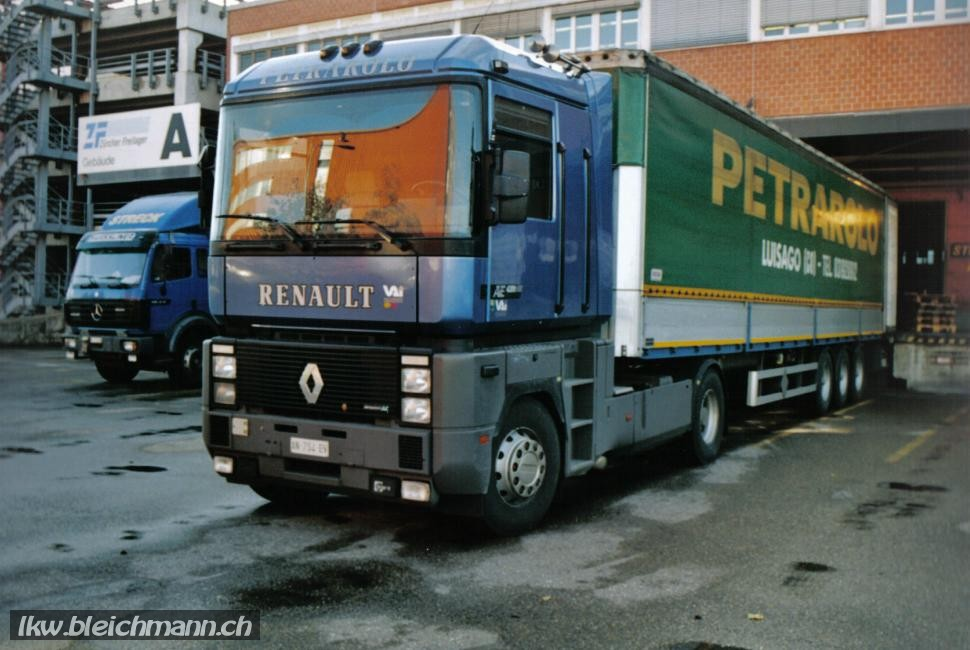
Renault Magnum AE Fahrerhaus 1990 bis heute

Renault brachte 1990 als Lkw-Produzent ein „Raumwunder“ als ein echter Coe (Cab over engine) auf den Markt, das heißt ein oberhalb des Motors gebautes Groß-Fahrerhaus, als „Magnum AE“ mit 580 PS. Dieses 1700 mm über der Fahrbahn liegende Fahrerhaus war bodeneben und hatte eine durchgehende Stehhöhe von 1900 mm. Bei den europäischen Lkw-Produzenten wurden neue Maßstäbe gesetzt, die bis in die heutige Zeit einen großen Einfluss haben. Durch die sehr weit nach vorne verschobenen Vorderachse war der Einstieg ins Fahrerhaus etwas gewöhnungsbedürftig, denn der Fahrer musste über eine steile Außentreppe hinten an der Kabine in das Fahrerhaus klettern und die Haltegriffleiste war außen angebracht, und deshalb öfter verschmutzt.
Die DDR hatte die Wiedervereinigung mit West-Deutschland vollbracht. Eine goldene Zeit war vorerst für die Nutzfahrzeugindustrie in Aussicht. Am 17. Dezember 1990 hatte sich der EG-Ministerrat mit qualifizierter Mehrheit nach über einem Jahr Verhandlungen entschieden, die Richtlinie 85/3 EWG zu ändern, um ein Fahrerhaus als „Funktionsraum“ einer Lkw-Kabine von insgesamt 2,35 m Tiefe gewährleisten zu können. Die dringende Frage für die Nutzfahrzeugindustrie: Wie lang darf ein Lastzug sein, um ein gesundes, allezeit befriedigendes Verhältnis von belegter Verkehrsfläche und wirtschaftlich optimaler Transportraum-Nutzung herzustellen, musste eine Änderung über wichtige Abmessungen und bestimmte andere technische Merkmale von bestimmten Fahrzeugen des Güterverkehrs beschlossen werden. Für alle Seiten war ein annehmbarer Kompromiss erzielt worden, indem nur die Ladefläche und 16 m nutzbare Gesamtlänge des Lkw ab Hinterkante Fahrerhaus sowie die Deichsellänge festgelegt wurde. Die neue EG-Richtlinie 91/60 war am 31. Dezember 1991 in Kraft getreten und setzte die zulässige höchste Lkw-Länge von 18 auf 18,35 m sowie die höchste Länge der Ladeflächen auf 15,65 m fest. Die kurzgekoppelten Lkw durften sich während des Kurvenverlaufs aus Sicherheitsgründen etwas verlängern, jedoch ohne Eingreifen des Fahrzeugführers oder anderer Personen. Dem Transportunternehmer wurde es nun überlassen, wie groß das Fahrerhaus für das Fahrpersonal bemessen werden sollte. Für alte Lkw wurde eine Übergangsfrist bis zum 31. Dezember 1998 für die Ladeflächen- und Gesamtlänge festgelegt.

### Innovation von Elektronik und Technik im Nutzfahrzeugbau

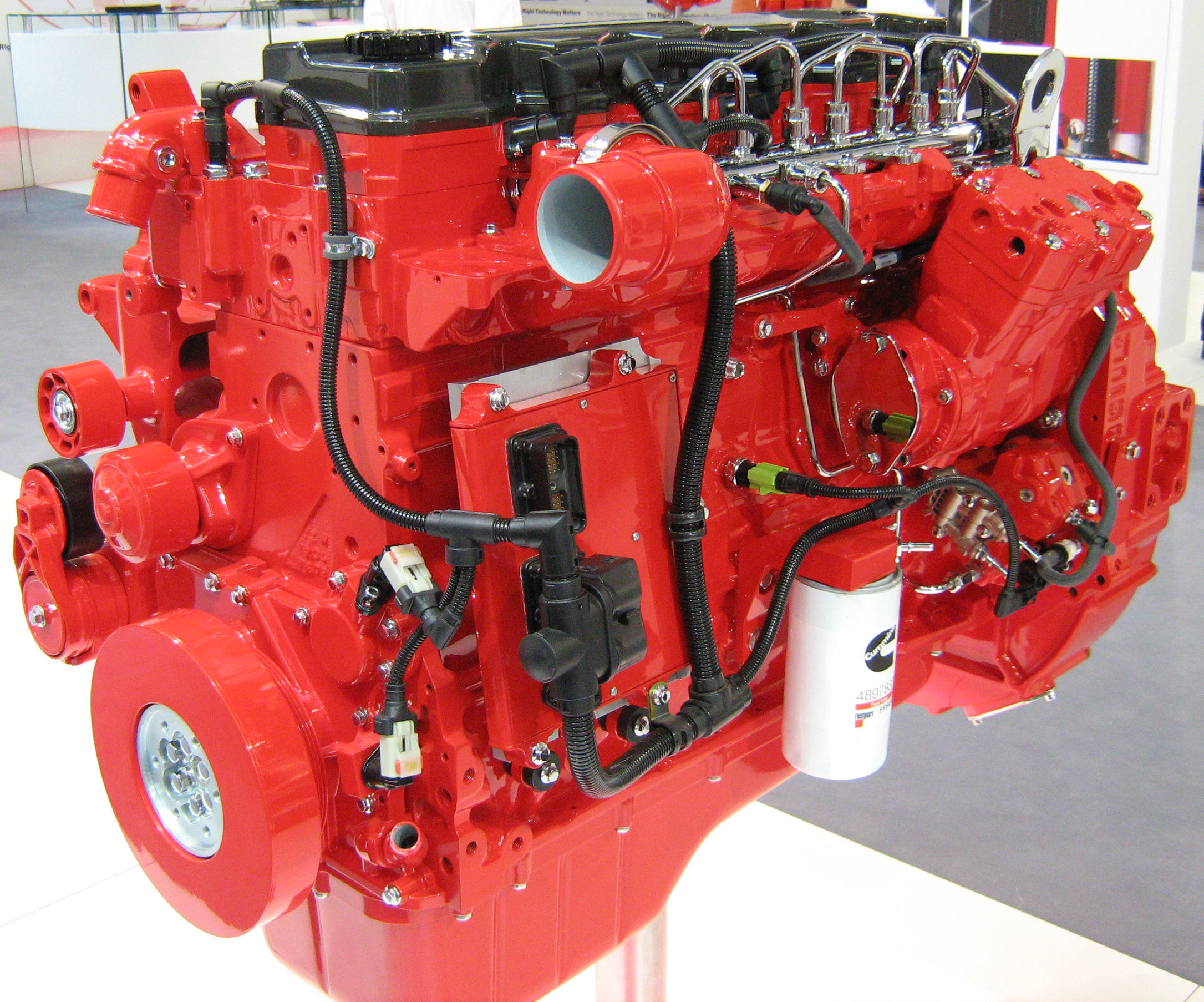
Cummins Engine Lkw-Motor (2008)6 Zylinder, 6,7 Liter, 224 kW, High Common Rail Fuel System, NLC, Euro 5 (2008)

Mit den Möglichkeiten eines Bordcomputers musste sich 1991 auch die Nutzfahrzeugindustrie befassen und erforschen, ob ein dementsprechender Markt vorhanden war. Die Zulieferer für diese elektronischen Errungenschaften mussten preiswerte Geräte anbieten, die in die Lkw eingebaut werden konnten. Hier hatte die Bundesregierung einen Auftrag an Luft- und Raumfahrtindustrie vergeben, wobei iZm. dem Nutzfahrzeug Überwachungssystem „NÜS 2000“, auch Möglichkeiten in den Lkw getestet wurden, die dann nach und nach in die Serienfertigung einbezogen werden sollten. MAN brachte 1991 das Fahrerhaus F90 mit einem Hochdach heraus und hatte oberhalb der Windschutzscheibe viele große Stauschränke eingebaut. In Schweden baute Scania ein Stromlinien-verschönertes Fahrerhaus mit dem Namen Streamline. Volvo stellte ein weiterentwickeltes vollautomatisches Getriebe mit dem Namen „Geartronic“ vor, wobei der Fahrer selbst entscheiden kann, ob oder wann er kuppeln, schalten oder gar nichts machen möchte. Der Lkw-Produzent DAF baute eine Sattelzugmaschine für einen Mega-Trailer, der einen niedrigen Rahmen im Auflieger hatte, wobei die Sattelkupplung von 96 bis 115 cm in der Höhe vorstellbar war. Die von MAN entwickelte „Unterflur-Sattelzugmaschine“ von 1989 hatte jetzt 422 PS, sowie ABS, Scheibenbremsen, Allrad und Automatik und war komplett luftgefedert.
1992 nahm Iveco den letzten auf dem deutschen Markt verbliebenen Frontlenker aus deutscher Produktion aus dem deutschen Angebotsprogramm, als der Verkauf der noch auf Magirus-Deutz zurückgehenden PA-Reihe in Deutschland eingestellt wurde. Damit war der Siegeszug des Frontlenkers in Deutschland beendet. Gleichzeitig verschwand mit dieser Baureihe der luftgekühlte Motor vom deutschen Lkw-Markt. Ab dem Jahr 1992 sollten die „kurzen Kabinen“ für die Lkw-Fahrerhäuser der Neufahrzeuge im Güterfernverkehr endgültig vorbei sein. Durch die neue Lkw-Länge von 18,35 m können zukünftig im Fahrerhaus keine beengten Platzverhältnisse mehr herrschen.
Mit dem am 31. Mai 1992 novellierten Güterkraftverkehrsgesetz (GüKG) wurde der Werk- und gewerbliche Güternahverkehr auf einen Radius, ab dem (z. B. angenommenen) Standort, von 75 km erweitert. Als letzter europäischer Lkw-Produzent folgte Daimler-Benz mit seinem Europa-Hochdach „Eurocab“ jetzt erst den anderen Lkw-Produzenten, und diese Variante konnte nur als Sonderwunsch bestellt werden. Im Lkw wurde die Anschnallpflicht eingeführt. DAF baute den ersten Lkw, in dem Bremse und Retarder gekoppelt wurden; dies wurde von allen als zukunftsweisend angesehen. Der Lkw-Produzent Daimler-Benz und die Überwachungs-Firma Dekra bauten zusammen einen zweiten futuristisch modernen (praktischen) Zukunfts-Lkw mit dem Namen: EXT 92; dieser wurde mit allen technischen und elektronischen Möglichkeiten, die auf dem Markt vorhanden waren, ausgestattet. Der schon 1991 von MAN gebaute Lkw UXT 422 PS Unterflur wurde als Sattelzugmaschine jetzt auch noch mit Hochdach gebaut, von dem jedoch nur sieben Exemplare angefertigt wurden, und war derzeit eine „Prädikats-Sattelzugmaschine“.

## Die europäischen Entwicklungen in der neuen EG 1993
Am 1. November 1993 trat der Vertrag über die Europäische Union (sog. Vertrag von Maastricht) in Kraft. Die Nutzfahrzeugindustrie begrüßte dieses europäische Vertragswerk, in dem durch die einheitlichen Vorschriften im Zusammenhang mit der Harmonisierung eine bessere Wettbewerbsfähigkeit stattfinden kann.
Volvo baute einen modernen neuen Lkw mit schräger Windschutzscheibe und PKW-Fahreigenschaften als Typ „FH“. Natürlich auch mit seinem bekannten Globetrotter-Fahrerhaus wurde dieser neue Lkw mit automatischem Tachoscheiben-Einzug auf den Markt gebracht. IVECO baute den „Euro-Star“ mit Hochdach als einen großen Fernverkehrs-Lkw mit 2,37 Meter Innenhöhe bzw. 2050 mm Stehhöhe über dem Motortunnel.

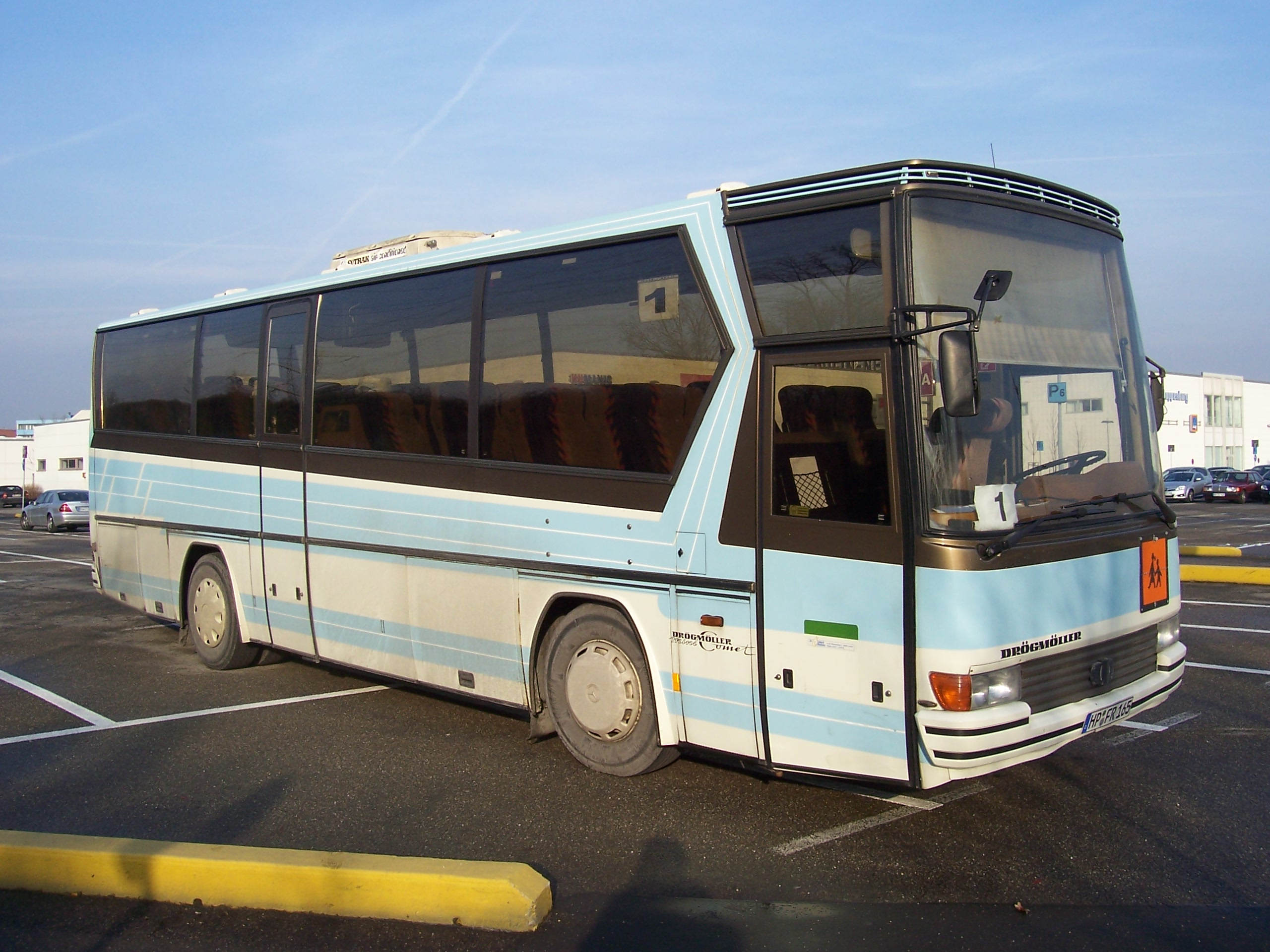
Omnibus von Drögmöller

1994 stieg Volvo bei Drögmöller (Heilbronn) ein und benannte das Unternehmen 1995 in Volvo Bus Deutschland um. Nach ausbleibenden Markterfolgen wurde die Produktion 2005 eingestellt.

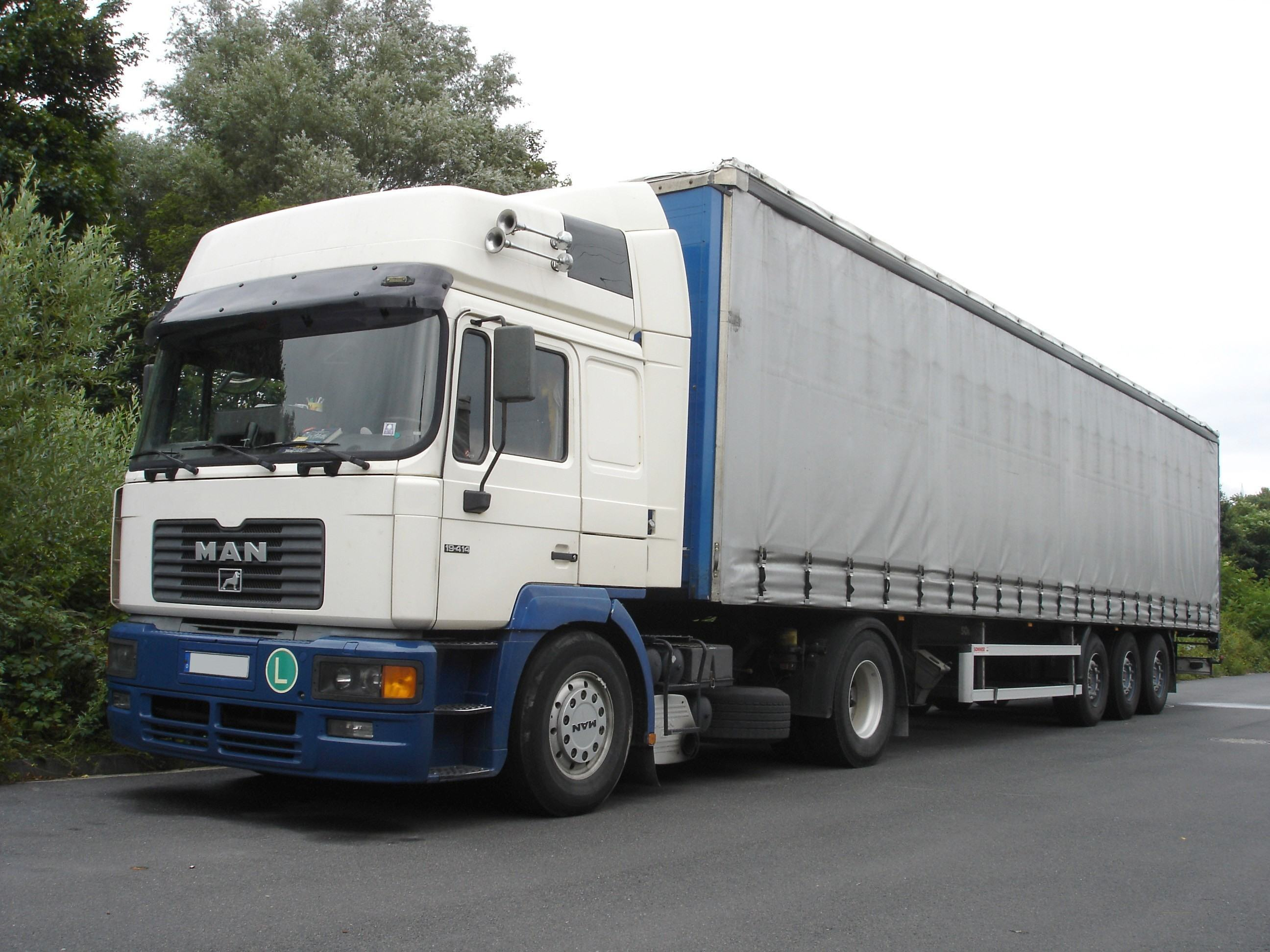
MAN Typ F 2000

MAN verbesserte seinen Lkw Typ „F 90“ und nannte ihn nun „F 2000“. Gleichzeitig wurden von MAN Fahrzeuge mit Unterflurmotor, dem Markenzeichen von Büssing, eingestellt, Büssing verschwand damit als Marke.
DAF baute ein großes Fernverkehrs-Fahrerhaus als „Super-Space-Cab“ mit elektronischer Luftfederung mit 500 PS. Die bisher fehlenden 250 mm in der Fahrerhaus-Außentiefe waren am hinteren Fahrerhaus außen gut erkennbar, weil 1987 das Fahrerhaus genau 2 m in der Außentiefe betrug.

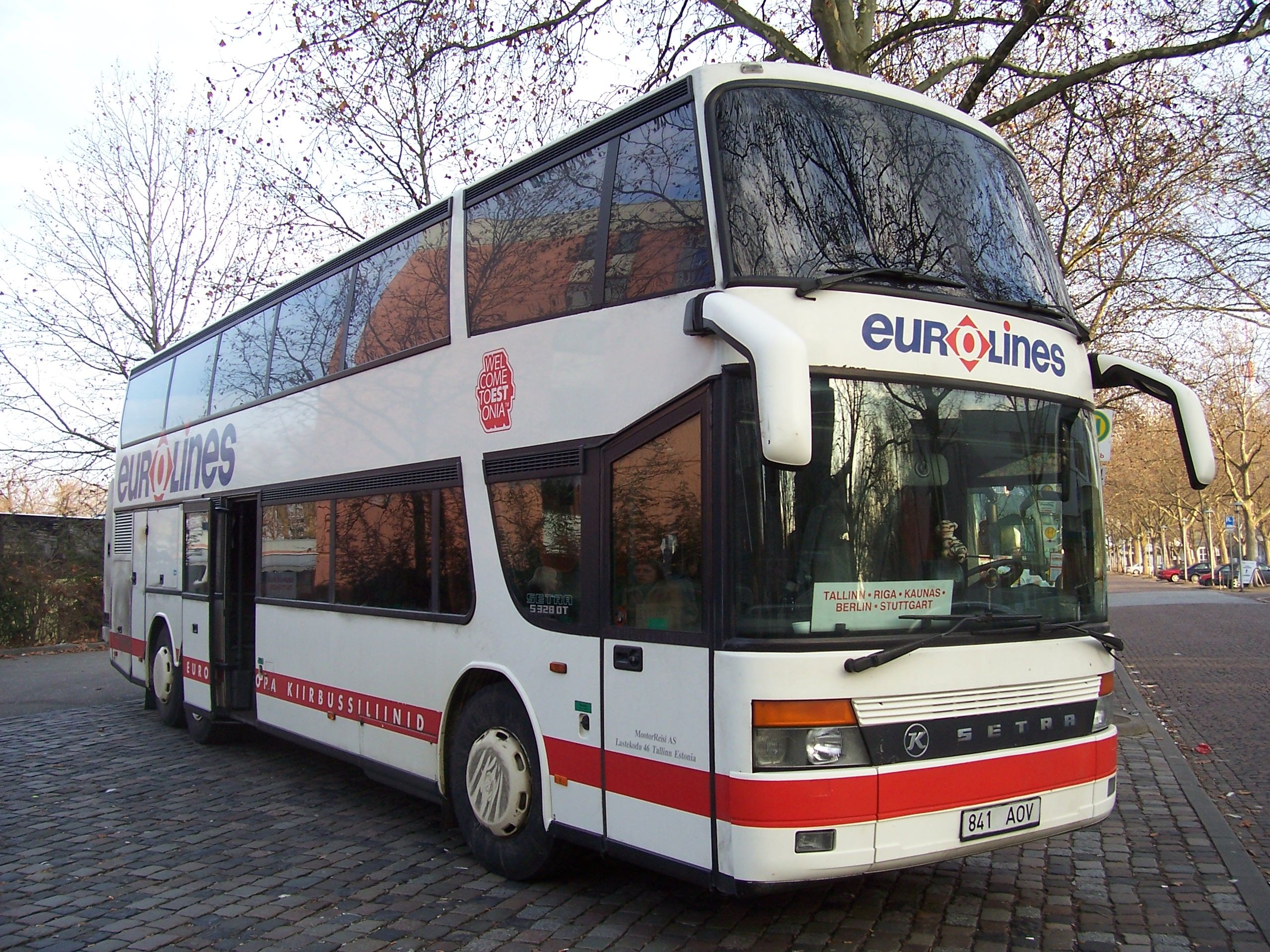
SETRA-Kässbohrer-Omnibus S 328 DT

Die Bussparte von Kässbohrer (Ulm) wurde 1995 an Mercedes-Benz verkauft, die den Markennamen SETRA weiterführt.
Die Lkw durften ab 1996, gemäß EU-Richtlinie 91/60 als Teil-Harmonisierung für Abmessungen und Gesamtgewicht von Fahrzeugkombinationen, ab Hinterkante des Fahrerhauses 16,40 m Länge haben, d. h. die Gesamtlänge des Lkw durfte jetzt 18,75 m Länge und die Länge der Ladefläche 15,65 m betragen. Die zulässige Lkw-Gesamtlänge, d. h. die Ladefläche hinter dem Fahrerhaus, wurde von 18,35 Meter auf 18,75 Meter heraufgesetzt. Der lichte Abstand zwischen den Aufbauten, als Deichsellänge, betrug nun 0,75 m. Für das Fahrerhaus blieb alles beim alten bzw. der 2,35 m Fahrerhaustiefe, wobei 10 cm für die ISO-Norm 1726 (Kippvorrichtung, Auspuff, Luftansaugung, Luft- und Stromanschlüsse) abgezogen werden.
Scania baute seine 4er Reihe mit den jetzt etwas rundlichen Ecken und Kanten als „sehr hohe“ Topline-Ausführung und hatte als erster seine Seitenscheiben mit einem doppelten Glas versehen. Volvo erhöhte seine „FH“ Globetrotterausführung um ein „XL“, wobei das Dach um 170 mm erhöht und der Motortunnel um 130 mm gesenkt wurde. Die ab 1988 zugelassenen Lkw mussten jetzt auch einen Tempo-Begrenzer einbauen, der bei maximal 90 km/h einen Abregelvorgang einleitet.
Der Werkverkehr bestand im Nah- und Fernverkehr 1996 aus 32.000 Unternehmen mit insgesamt 272.000 Beschäftigten. Davon hatten 25 % nur einen Lkw und 64 % bis zu 10 Lkw für eigene Zwecke zugelassen.

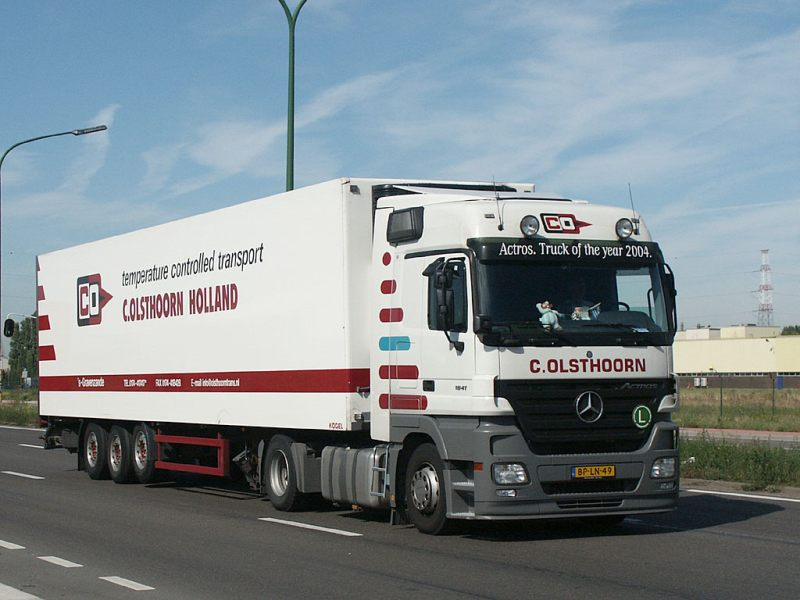
Mercedes Actros mit Megaspace Fahrerhaus

Mercedes-Benz baute den neuen Typ „Actros“, wobei drei Fahrerhaustypen als Flach-, Normal- und Megaspace-Ausführung angeboten wurden. Die Megaspace-Variante hatte ein bodenebenes Fahrerhaus. Nun gab mit dem Renault „Magnum“ schon zwei Lkw-Typen, die einen durchgehend freien Fahrerhausboden hatten, wie zuvor der Büssing Unterflur-LKW. Die Firma Rockinger hatte das automatischer Auf- und Absatteln des Aufliegers komplettiert, sodass ein Fernfahrer das Fahrerhaus nicht mehr verlassen brauchte. Lkw-Fahrersitze können sich per persönlicher Codekarte, vollautomatisch für den Fahrer einstellen.
Volvo baute als erster Lkw-Produzent auch Airbags in den Lkw ein, und Renault baute einen preiswerten Lkw-Typ „Premium“ mit einem ganz normalen Lkw-Fahrerhaus. Scania baute einen großen Hauber mit etwas rundlichen Ecken als Schnauzen-Lkw, der auch mit Fernfahrerkabine geordert werden konnte. Scania hatte sogar den Hauber noch mit dem Topline-Fahrerhaus angeboten, wurde aber trotzdem sehr wenig gekauft, obwohl er für Silo- und Tankwagen iZm. der Lkw-Länge in Frage kam.

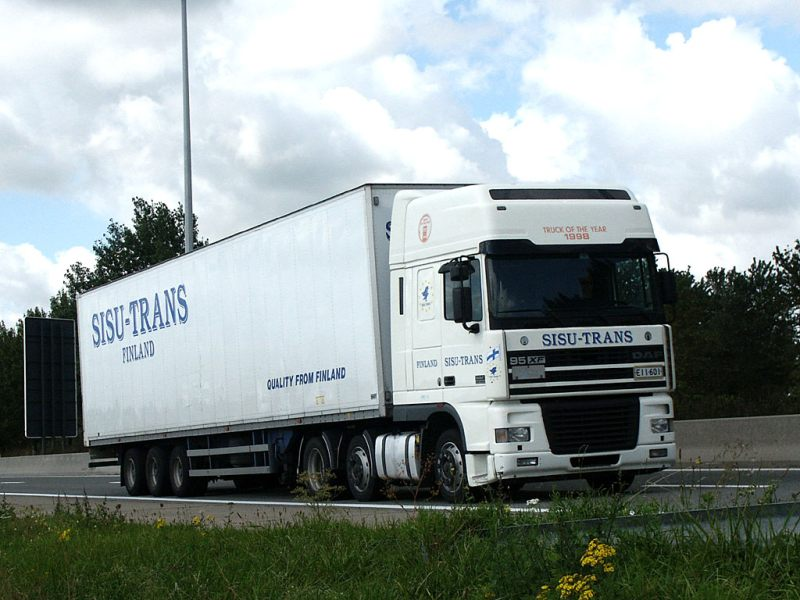
DAF 95XF Super-Space-Cab

DAF baute den neuen Typ „95“ nun mit dem Namen XF, der mit „Space-Cab“ (normalem Hochdach) und „Super-Space-Cab“ (sehr hohen Fahrerhaus) für den Güterfernverkehr zu bekommen war. Volvo baute das FH-Fahrerhaus als Haubenfahrzeug, als Typ VN Euro-Hauber, inkl. der Globetrotter-Ausführung. In den USA wurde der Volvo-Hauber in einen sehr schönen amerikanischen Fahrerhaus-Ausführung gebaut, die aber in Europa normal nicht zu bekommen war.
Nach der Neufassung des Güterkraftverkehrsgesetzes zum 1. Juli 1998 hatten nun auch im Werkverkehr die Unternehmen eine Auskunftspflicht. Das betraf die Lastkraftfahrzeuge mit mehr als 3,5 t zulässigem Gesamtgewicht. Ab jetzt konnten alle, die im gewerblichen Güterkraftverkehr betreibenden Unternehmen über eine sog. Erlaubnis als EU-Lizenz verfügen und sich dementsprechend bei der im Bundesamt für Güterverkehr geführten Unternehmensdatei erfassen lassen. Am Aufkommen des gesamten Straßengüterverkehrs war, hinsichtlich der Beförderungsmenge, der Werkverkehr mit rund 50 % der Beförderung beteiligt, aber nur mit einer Leistung von rund 30 %. Es gab Unternehmen, die sowohl gewerblichen Güterkraftverkehr als auch Werkverkehr ausgeübt hatten, was jetzt nochmals vereinfacht wurde. Hierbei hatten die Nutzfahrzeugbauer nun einige Arbeit zu leisten, indem der Rest der deutschen Werkverkehre auch für die anderen Güter optimal transporttauglich gemacht werden mussten.
Scania verbesserte seine 4er Baureihe und hatte 420 PS. Durch seine optischen weichen Rundungen am Fahrerhaus hatte diese „Topline“-Ausführung von der kantigen Optik Abstand genommen. Die Veränderungen im Fahrerhaus die in den Typ „R 124“ war erstmals, ein umlegbarer Schaltknüppel und ein ganz nach hinten, in den Bettbereich, verschiebbarer Tisch sowie Beifahrersitz. Die Scania Hauber-Version der 4er-Reihe, die auch für den Fernverkehr angeboten wurde, wurde wegen der Lkw-Gesamtlänge und der Optik immer noch sehr wenig gekauft.
Der Güterverkehr legte im Jahr 2000 nochmals um 3 % zu; dabei wurden 69 % von Nutzfahrzeugen bewältigt, was für die Nutzfahrzeugindustrie wichtig und bedeutend war. Von den Nutzfahrzeugtransporten entfielen 50 % auf deutsche und 19 % auf ausländische Transportunternehmen.

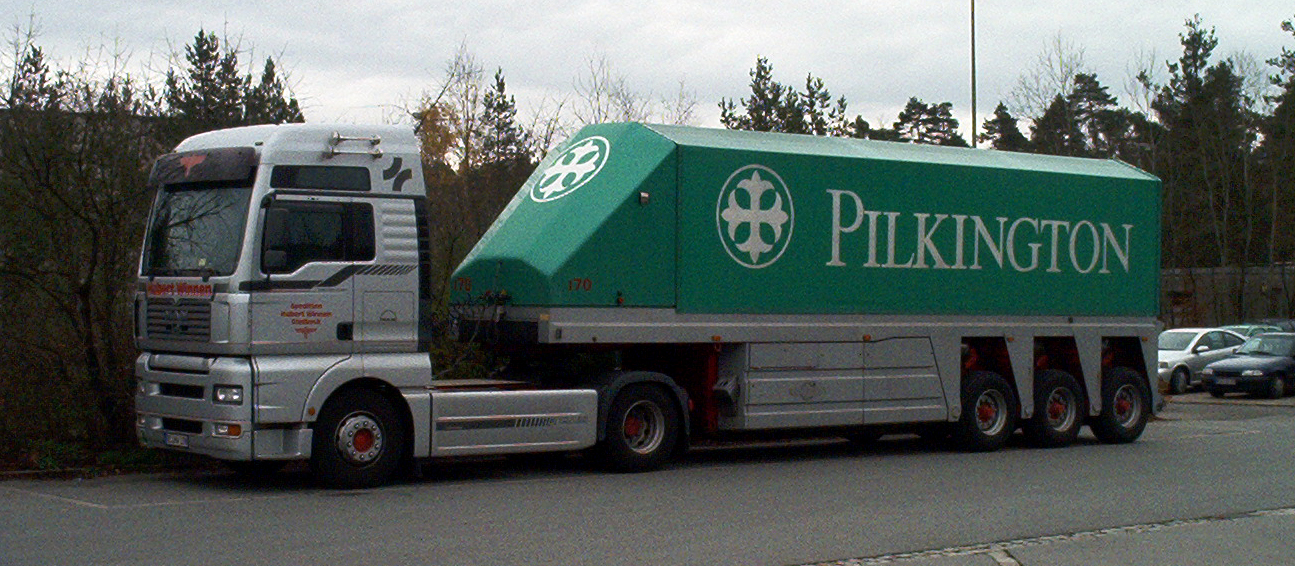
MAN „TGA“

MAN baute im Jahr 2000 einen neuen Lkw-Typ mit Namen „TGA“, und er war auch sofort mit einem großen „XXL“ Fahrerhaus zu bekommen. Der Lkw war jetzt noch höher geworden und der Boden fast eben und hatte eine der geräumigsten Lkw-Kabinen zu bieten. Außerdem wurde das sog. Türmodul jetzt noch kompletter, indem Fensterheber, Spiegelversteller, Spiegelheizung und Zentralverriegelung untergebracht wurden. Die österreichische Kombiverkehrsgesellschaft (Ökombi) steigerte das Ladungsvolumen im Jahr 2000 um ca. 11 %. Im unbegleiteten Verkehr und auf den Rollenden Landstraßen (RoLas) waren ca. 40.000 Lkw mehr unterwegs, und der Containerverkehr hatte um ca. 20.000 Sendungen im Vergleich zu 1999 zugelegt. Aus diesem Grund musste für diese passende Art der Lkw, Auflieger- und Wechselpritschen-Transportmöglichkeit die Nutzfahrzeugindustrie schnell reagieren, weil die Ökombi in diesem Jahr 200 weitere Niederflurwagen anschaffen wollte und damit ihren Bestand auf insgesamt 750 Waggons vergrößert.
Mitte 2001 übernahm MAN die Stuttgarter Gottlob Auwärter GmbH & Co. KG und behielt die Omnibusmarke Neoplan bei.

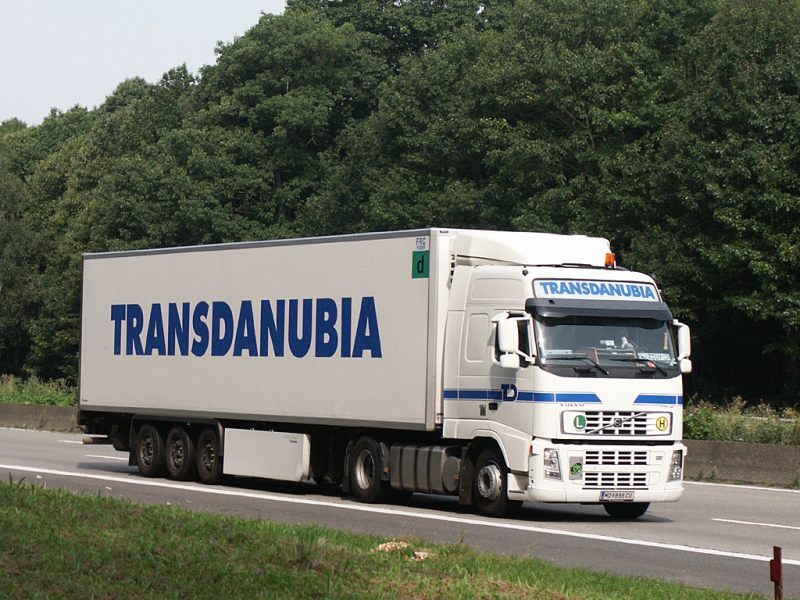
Volvo FH 12

Volvo verbesserte seinen FH in vielen Kleinigkeiten und hatte nun glatte, verglaste und hochkant stehende Xenon-Scheinwerfer. Auch die Schaltautomatik wurde verbessert und war nun direkt am Fahrersitz als I-Shift (Joystick) angebracht. Renault baute seinen Magnum AE mit einer hinteren Sitzgelegenheit. Hierbei ist eine versenkbare Tischplatte mit zwei umbaubaren Sitzen vorhanden, und die anderen Sitze lassen sich dementsprechend verstellen.
Im Nutzfahrzeugbereich ist in den letzten Jahren eine steigende Dichte von ca. 43 Nutzfahrzeugen je 1000 Einwohner zu verzeichnen, wobei es 1996 erst rund 37 Nutzfahrzeuge waren. Für alle der 90 Unternehmen in der Anhänger- und Aufbautenindustrie wird die Flexibilität und Kreativität entscheidend sein, damit ein Erfolg der kleinen und mittleren Unternehmen eintritt und erreichte im abgelaufenen Jahr ein Plus von 9 %, davon 65 % im Inland sowie 22 % im Ausland. Dort wurde die Beschäftigung im abgelaufenen Jahr ebenfalls erhöht bzw. verdoppelt, und zum Jahresende fanden über 36.000 Menschen ihren Arbeitsplatz in diesem Bereich. Die nordwestdeutsche Wirtschaft hatte im Emsland für den Bau der A 31 (Geeste-Ochtrup) Geld gesammelt, damit die von Emden nach Oberhausen führende Autobahn zehn Jahre früher fertiggestellt werden konnte als geplant. Für Lastwagen bedeutete es eine Zeitersparnis von 30 Minuten.

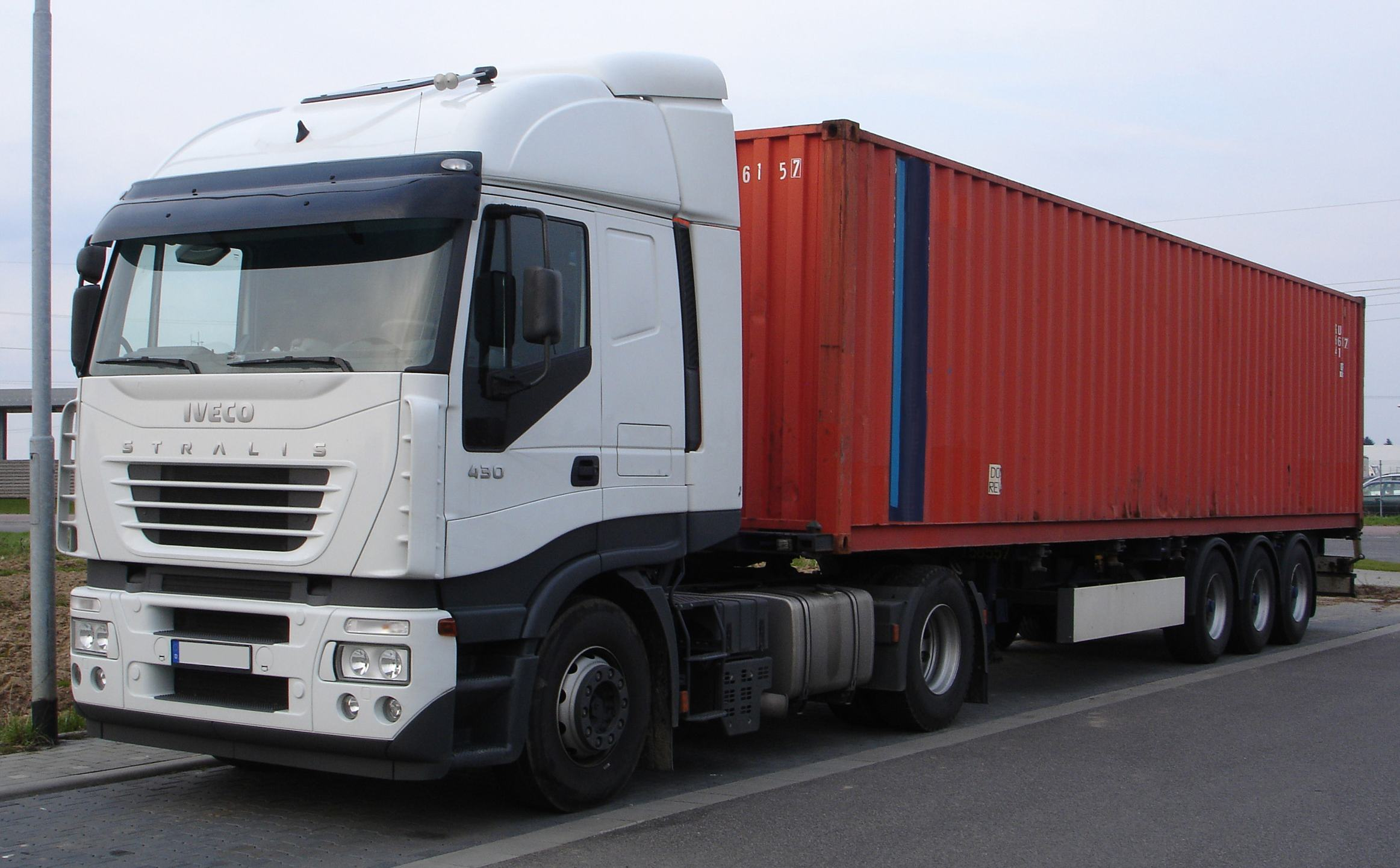
Iveco-Stralis-AS-Fernfahrerhaus

IVECO baute 2002 den Typ Stalis mit großem Fernverkehrs-Fahrerhaus nach modernen ergonomischen Erkenntnissen. Daimler-Chrysler erneuerte den Mercedes-Benz „Megaspace“ in vielen Kleinigkeiten, d. h. der Lkw-Produzent war erstmals auf die Kritik vieler Fernfahrer eingegangen. Scania baute als erster Lkw-Hersteller ein Langfahrerhaus „eXe Longline“, das man zu Recht als Wohnmobil bezeichnen konnte, und das „Mehr an Wohnraum“ wurde von der Ladefläche wieder abgezogen. DAF überarbeitete den Typ 95 Großraumfahrerhaus, wobei das „XF“ nun vor die Zahl 95 gesetzt wurde, und bot den Lkw mit Scheibenbremsen an. Durch die neue Sparsamkeit boten fast alle Lkw-Produzenten schmale und niedrige bzw. billigere Lkw ohne Extras an. Diese Spar-Lkw mit ihren kleineren Fahrerhäuser wurden in sehr großen Stückzahlen gekauft. Scania und Volvo hielten sich bei diesen Sparmaßnahmen in der Fahrerhausbreite etwas zurück, und in der Fahrerhaushöhe sind mittlerweile bei allen Lkw-Herstellern etliche Varianten vorhanden.

### Sichtbare und unsichtbare Verbesserungen
Ende Oktober im Jahr 2003 wurden ca. 829.000 Mitarbeiter in den Unternehmen des deutschen Güterkraftverkehrs beschäftigt. Für die Berechnung wurden die Beschäftigtenzahlen des gewerblichen Güterverkehrs zu denen des Werkverkehrs addiert.
Bei fast allen Lkw-Produzenten begann der „Durchbruch zur Elektronik“, wie z. B. das ESP und ASR. Auch zum Schalten der Gänge konnte ein kleines Knöpfchen für das Getriebe beim Lkw-Kauf geordert werden, was die vollautomatische Schaltung beinhaltete. Diese automatische Schaltung konnte mit dem Retarder (dritte Bremse) und der Elektronik der Abstandsmessung als eine zusammenhängende Einheit bestellt werden, um den Lkw nicht mehr (ohne Eingreifen des Fahrers) auf einen vorausfahrenden Lkw auffahren zu lassen. Auch bei den Lkw-Motoren spielte die Elektronik mittlerweile eine so große Rolle, so dass ein Fernfahrer kaum noch selbst Reparaturen durchführen konnte.

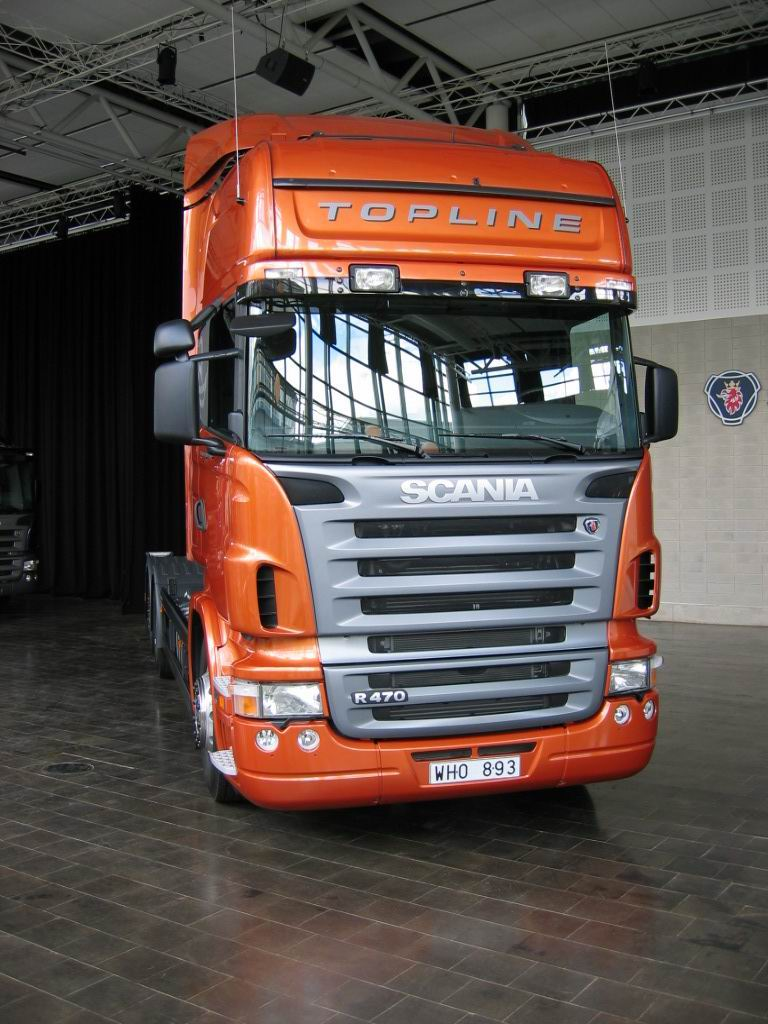
Scania Topline als modernes hohes Fahrerhaus ab 2004

Scania baute seinen 145er Top-Lkw jetzt als eine insgesamt etwas überarbeitete Ausführung. Renault baute 2004 den Typ „Premium“ von 1996 für den einfachen Fernverkehr mit schmaler Ausführung, wobei durch das etwas erhöhte Dach im Fahrerhaus ca. 2 m Stehhöhe erreicht wird.

## Die letzten großen Nutzfahrzeug-Produzenten
Die letzten sechs großen Lkw-Produzenten bzw. sieben großen Lkw-Marken in Europa sind Volvo, Iveco, MAN, Mercedes-Benz, DAF, Scania und Renault. Bei einem Test für Lkw-Kabinen wurde u. a. bei verschiedenen Herstellern beanstandet: wenig Stauraum, die nicht komplette zusätzliche elektronische Abfahrtskontrolle, die z. T. lange Aufpreisliste für wichtige, sowie technische Angelegenheiten, die außerdem zu teuer waren. Die wichtigsten Schalter am bzw. z. T. im Lenkrad, waren nachts nicht beleuchtet und wurden bei jedem Lkw-Produzent überall verschieden platziert. Genauso verhält es sich mit dem Schalter der Warnblinkanlage und der Handbremse, die bei zwei Lkw hinten rechts und bei anderen vorne rechts platziert wurde. 2005 werden nun schwere Lkw bzw. Nutzfahrzeuge mit „AdBlue“ als Diesel-Zusatz in den Verkehr gebracht. Diese Methode der Abgasnachbehandlung, heißt „SCR“ (Selective Catalytic Reduction) und erfüllt die europäische Schadstoffvorschrift „Euro IV“, sowie die ab 2008 in Kraft tretende anspruchsvolle Euro V. AdBlue ist eine Harnstoff-Wasserlösung, die benötigt wird um Abgase von Dieselfahrzeugen von Stickoxiden zu reinigen und der Verband der Automobilindustrie (VDA) ist Inhaber dieser Marke. Im Jahr 2005 wurden laut VDA in den EU-15 insg. 2.247.538 Nutzfahrzeuge (+3,6 %) gebaut, wobei in ganz Europa insg. 3.123.221 Nutzfahrzeuge (+5 %) gebaut wurden. In Deutschland wurden insgesamt 1.116.411 schwere Lkw gebaut, das ergibt eine Steigerung von 15,7 %. Hierbei sollte der Unterschied zwischen LKW oder Nutzfahrzeug berücksichtigt werden und ob das Gewicht unter bzw. bis 7,5 oder bei 12 Tonnen Gesamtgewicht der schweren Lkw anfängt.

Am 21. September 2006 wurde auf der Leitmesse „IAA Nutzfahrzeuge“ in Hannover vom Lkw-Sitzhersteller Grammer und u. a. Hymer ein völlig neuartiges Konzept für Lkw-Fahrerkabinen mit dem Namen: „MoTIS“ (Modular Truck Interior System) präsentiert. Dies unterschied sich grundlegend von den herkömmlichen Lkw-Fahrerhäusern, indem erstmals die Integration einer vollwertigen Dusche, Toilette und Küche in das „normale Fahrerhaus“ eingebaut wurde.
Der Fernfahrer sollte nach Meinung der Versicherungswirtschaft am bzw. im Lkw bleiben, was auch der Sicherheit des Lkw, der Fracht u. a. wegen Ladungsdiebstahl dient. Die letzten sieben Lkw-Produzenten hatten zur IAA ihre Lkw nur in Kleinigkeiten verändert, und technisch wurde hinsichtlich der Bordcomputer bei allen der allerneuste Stand erreicht, indem eine vollautomatische Schaltung am Lenkrad oder die elektronische Technik (ABS, ESP, ACC usw.) angeboten wurden. Die Zubehörliste ist mittlerweile bei allen Lkw-Produzenten sehr lang geworden.
2006/2007 herrschte eine Diskussion um die Zulassung von Lkw mit 25,25 m Gesamtlänge. Gemeint war der vom Fahrzeugwerk Bernard Krone vorgestellte GigaLiner; in den Medien waren auch die Begriffe Monstertruck, XXL-Brummi, Riesen-Laster, Super-Truck, EcoCombi, 25-Meter-Lkw gebräuchlich. In der Verkehrs-Politik war ein Kompetenzgerangel um den EuroCombi entfacht, ob der Bund oder die Länder die Sondergenehmigung für die (vorerst) 40 Tonnen Gesamtgewicht schweren übergroßen Lkw erteilen dürfen. Bis Oktober 2007 wurden in Niedersachsen, NRW und weiteren vier Bundesländern einige Versuchsstrecken mit bis zu 60 Tonnen Gesamtgewicht genehmigt.
Es gibt hierzu verschiedene Kombinations-Möglichkeiten, wobei z. B. hinter einem Dreiachs-Lkw ein Sattelauflieger mit einer Dolly-Achse angekuppelt oder ein Sattelzug mit einem Tandem-Anhänger verlängert wird.
Der bisher fast nur in Finnland vertretene Lkw-Produzent Sisu Auto aus Finnland betritt den europäischen Lkw-Markt. Seit einiger Zeit bestand eine Kooperation mit Renault, die aber für den neuen Lkw nicht mehr benötigt wird. Der Sisu Lkw-Typ „C 15“ hat ein großes Fahrerhaus entwickelt. Die deutsche Nutzfahrzeugindustrie hatte gegenüber dem letzten Jahr eine Stückzahl-Steigerung von 12 % zu verzeichnen. Das bedeutet aber nichts, denn wenn man bedenkt, dass in China 2,4 Mio. Lkw-Einheiten gebaut wurden und das somit mindestens doppelt so viele waren wie ganz Westeuropa insgesamt (ohne Aufbauten, Anhänger usw.) produziert hatte. Der deutsche Qualitätsstandard für den so genannten Clean-Diesel „AdBlue“ wird nun weltweit zur Internationalen ISO-Norm. Durch die International Organisation for Standardisation (ISO) werden deutsche Qualitätsnormen nun endgültig festgeschrieben.
Scania hatte sich lange Zeit gegen eine Übernahme durch den deutschen Konkurrenten MAN gewehrt, wurde aber 2014 mehrheitlich vom MAN-Mutterkonzern Volkswagen übernommen.
Durch die Ergebnisse der BASt-Studie Ende Februar 2007 hatten auch die ersten Resultate der Pilotprojekte in den Bundesländern für den VDA deutlich gezeigt, dass die innovativen Nutzfahrzeugkonzepte zukunftsfähig sind. Bis zu 30 % weniger Kraftstoff, eine CO2-Reduzierung, etwa 13 % weniger Schwerverkehr auf Bundesautobahnen und eine Reduzierung der Straßenbelastung durch die innovativen Nutzfahrzeuge bestätigt. Ein um 17 % kürzerer Bremsweg (komplett Scheibenbremsen), ABS, ein Warner beim Spurverlassen, Abstandsregel-Tempomat, Bremskraftverstärker und Fahrdynamikregelung (ESP usw.) sorgen nach der BASt-Studie für eine erhöhte Verkehrssicherheit. Schweden, Finnland und Niederland haben ähnliche positive Erfahrungen gesammelt. In Dänemark wird ebenfalls von einem mehr als zufriedenstellenden Zwischenergebnissen berichtet. Bundesverkehrsminister Wolfgang Tiefensee bleibt gegenüber 60-Tonnen-Lkw (EuroCombi) nach der Studie „hoch skeptisch“ eingestellt und es sollen sich nun der Bundestag und die Landesparlamente mit dem Thema befassen und bis zur deutschen Verkehrsministerkonferenz am 9. und 10. Oktober dürfen die umstrittenen EuroCombis, weiterfahren. Bis zum Jahr 2015 rechnen Experten mit einer Verdoppelung im Güterverkehrsaufkommen und die Nutzfahrzeugindustrie und die Transportlobby der Straße erwarten für sich gute Aussichten, dass der EuroCombi deswegen in begrenzten Stückzahlen eine Wirklichkeit werden könnte.

## Die Situation in Deutschland heute
Als Hersteller von Kleintransportern, leichten bis schweren Lkw, Sattelschleppern, Zugmaschinen und Bussen verblieben in der Bundesrepublik Deutschland nur noch:

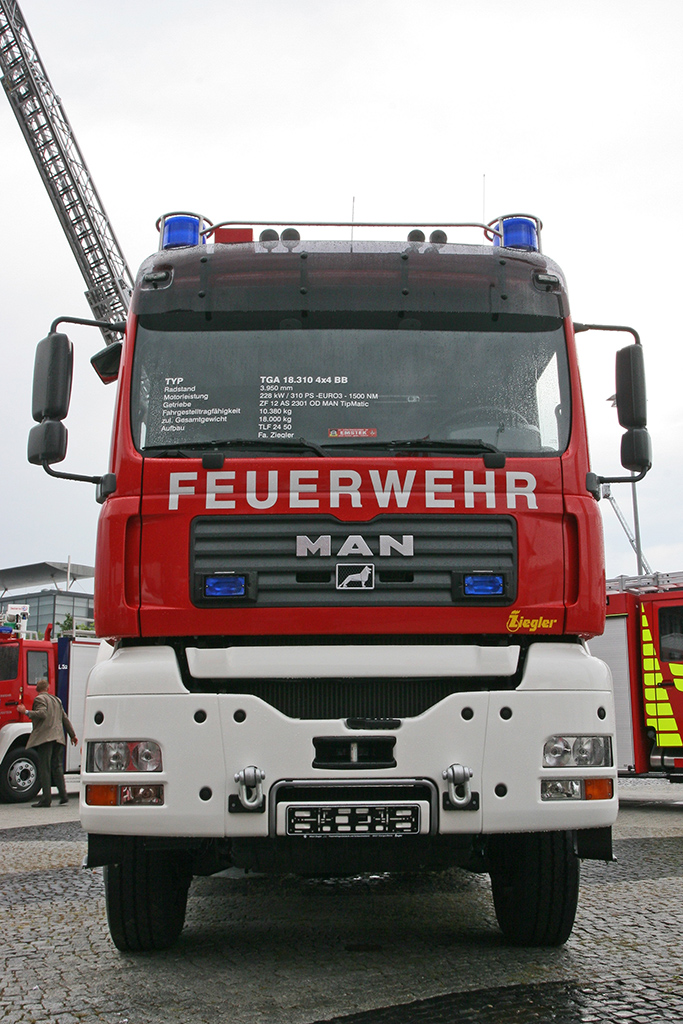
Schwerlast-Lkw von MAN

- Daimler Truck (Stuttgart) mit den Marken
  - Mercedes-Benz: Busse, Kleintransporter sowie Sattelschlepper, Zugmaschinen und leichte bis schwere Lkw
  - EvoBus/SETRA: Busse
- Ford (Köln): Kleintransporter (s. o.)
- MAN (München) mit den Marken
  - MAN: Busse, Sattelschlepper, Zugmaschinen und leichte bis schwere Lkw
  - NEOPLAN: Busse,
- Opel (Rüsselsheim): Kleintransporter (s. o.)
- Volkswagen (Hannover): Kleintransporter und leichte Lkw

Darüber hinaus stellt die in Amsterdam ansässige und dem italienischen Fiat-Konzern gehörende Firma IVECO in Ulm Lkw und Feuerwehrfahrzeuge her.
Neben diesen Großserienherstellern gibt es noch eine Reihe spezialisierter Klein- und Kleinsthersteller, die sich am internationalen Markt behaupten können, wie z. B.:
- Liebherr (Ehingen, Kranfahrzeuge)
- Mafi (Tauberbischofsheim, Industrieschlepper)
- Multicar (Waltershausen, Kompakt-Lkw)
- Titan Spezialfahrzeuge (Sulzbach an der Murr, (früher Backnang), Schwerlastzugmaschinen)
- Tadano Faun (Lauf an der Pegnitz, Kran- und Spezialfahrzeuge)

## Nutzfahrzeughersteller in aller Welt
International gab es in der Vergangenheit und gibt es bis heute eine Vielzahl von Nutzfahrzeugherstellern; siehe dazu die Liste der Nutzfahrzeughersteller.